# Новоникольское сельское поселение (Татарстан)
Новоникольское се́льское поселе́ние — муниципальное образование в Альметьевском районе Татарстана Российской Федерации.
Административный центр — село Новоникольск.

## История
Статус и границы сельского поселения установлены Законом Республики Татарстан от 31 января 2005 года № 9-ЗРТ «Об установлении границ территорий и статусе муниципального образования "Альметьевский муниципальный район" и муниципальных образований в его составе».

## Население
| 2010 | 2011 | 2012 | 2013 | 2014 | 2015 | 2016 |
| ---- | ---- | ---- | ---- | ---- | ---- | ---- |
| 761  | →761 | ↗768 | ↗778 | ↗802 | ↗804 | ↗809 |
| 2017 | 2018 |      |      |      |      |      |
| ↘804 | ↘795 |      |      |      |      |      |

## Состав сельского поселения
| №  | Населённый пункт | Тип населённого пункта       | Население |
| -- | ---------------- | ---------------------------- | --------- |
| 1  | Болтаево         | посёлок                      |           |
| 2  | Завод            | посёлок                      |           |
| 3  | Иштиряк          | деревня                      |           |
| 4  | Каменка          | посёлок                      |           |
| 5  | Малый Шуган      | посёлок                      |           |
| 6  | Новоникольск     | село, административный центр |           |
| 7  | Поташная Поляна  | посёлок                      |           |
| 8  | Сосновка         | посёлок                      |           |
| 9  | Хазовка          | посёлок                      |           |
| 10 | Холодная Поляна  | село                         |           |